# Kalcijum karbasalat
Kalcijum karbasalat je inhibitor agregacije trombocita. On je smeđa kalcijum acetilsalicilata (kalicijumove soli aspirina) i ureje.

## Spoljašnje veze
|  | Molimo Vas, obratite pažnju na važno upozorenje u vezi sa temama iz oblasti medicine (zdravlja). |